# 우원개발
우원개발(woowon)는 대한민국의 토목공사 기업이다.	 본사는 서울시 서초구 강남대로 279, 8층(서초동 백향빌딩)에 위치해 있다. 대표이사 김기영이며 대청댐 광역상수도 시설과 비상여수로 공사 충주댐 치수능력증대 건설 공사에 참여한 적이 있다

## 같이 보기
- 다목적댐

## 참고 문헌
1. ↑  황보현, 한국IR협의회 기술분석보고서-우원개발, 2021.07.29
2. ↑  이지운, 우원개발, 정부 14년만에 다목점 댐 건설 추진 소식에 강세, 머니S, 2024.07.30